# Conus socialis
Conus socialis é uma espécie de gastrópode do gênero Conus, pertencente a família Conidae.